# 日光市立今市中学校
日光市立今市中学校（にっこうしりつ いまいちちゅうがっこう）は、栃木県日光市今市にある公立中学校。

## 概要
日光市内を流れる大谷川の南岸に位置し、西側には今市運動公園がある。生徒数は490人（2023年度）で、日光市内で最も規模の大きい中学校である。
ホッケー部は、男女共に全日本中学生ホッケー大会で優勝経験がある。

### 校歌
- 作詞：石森延男[3]
- 作曲：下総皖一[3]

## 沿革
「学校の歴史」（今市中学校ホームページ）を参照。
- 1947年4月1日 - 今市小学校に併設して今市町立今市中学校として創立。
- 1947年8月20日 - 栃木県健康教育実験学校に指定される
- 1954年
  - 2月23日 - 校歌発表（作詞 石森延男、作曲 下総皖一）
  - 11月1日 - 市制により校名を今市市立今市中学校と改称。
  - 1958年8月1日 - 特殊学級開設
  - 1963年4月12日 - 体育館竣工（280坪）
- 1983年4月1日 - 東原中学校を分離
- 1984年6月30日 - 新校舎建設工事着工
- 1985年8月24日 - 新校舎竣工
- 1987年8月20日 - 創立40周年並びに新校舎・新体育館落成記念式典挙行
- 1996年4月1日 - 文化省より生徒指導総合推進指定校（2年間）
- 2004年12月22日 - ホッケー場防球ネット完成
- 2006年3月20日 - 市町村合併により校名を日光市立今市中学校と改称。
- 2012年5月11日 - プール・旧体育館解体並びに武道場建設工事
- 2013年3月8日 - 新武道館及び弓道場建設工事完了

## 学校教育目標
- 自主学習[4]
- 健康安全[4]
- 敬愛協力[4]

## 部活動
「今市中学校部活動紹介」（今市中学校ホームページ）を参照。

### 運動部
- 野球部
- サッカー部
- 陸上競技部
- 男子バスケットボール部
- 女子バスケットボール部
- バレーボール部
- 男子卓球部
- 女子卓球部
- 男子ソフトテニス部
- 女子ソフトテニス部
- 男子ホッケー部
- 女子ホッケー部
- 男子バドミントン部
- 女子バドミントン部
- 剣道部
- 弓道部

### 文化部
- 吹奏楽部
- 美術部
- 情報通信部

## 通学区域
- 日光市立今市小学校の一部
- 日光市立今市第二小学校の一部
- 日光市立今市第三小学校の一部
- 日光市立大室小学校の一部

## 著名な卒業生
- 大嶋一生 - 元日光市長
- 入江大生 - プロ野球選手
- 湯澤洋介 - プロサッカー選手
- 梶谷瑠哉 - 陸上競技選手（長距離走）[6]

## 交通

### 通学方法
原則として自転車での通学となっている。